# ヒメオオクワガタ

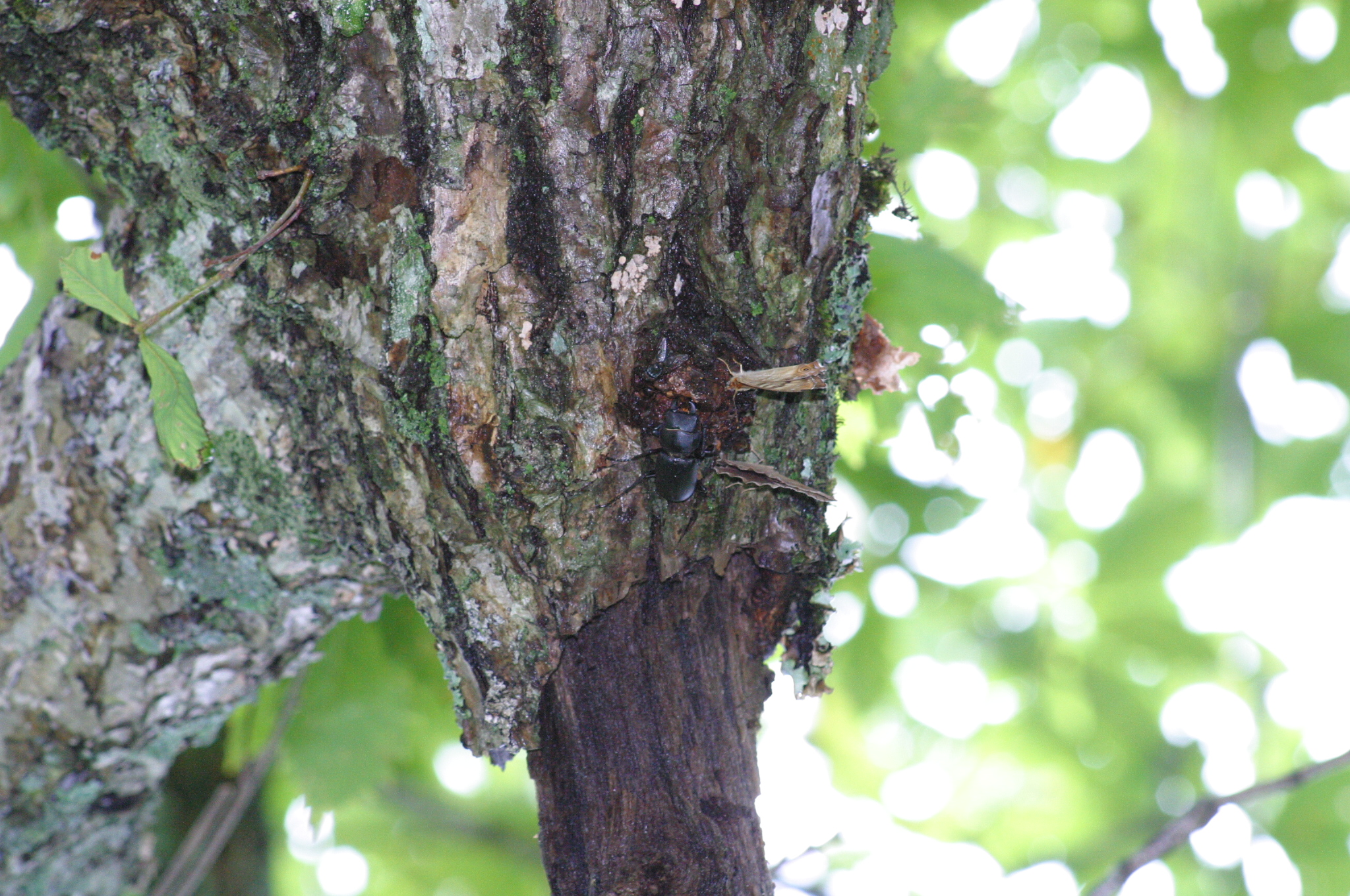
ミズナラの大木にスカシバガが寄生して出した樹液につくヒメオオクワガタ。

ヒメオオクワガタ（姫大鍬形）は日本全域（千葉県・沖縄県を除く）に生息している高山性のクワガタムシである。

## 概要
主に標高1000-1600mの高さの高山のブナ林帯に生息しており、北海道の札幌周辺から日高地方の北部付近までを北限として北日本地方を中心に中部・北陸地方までに生息数が多い。関西地方、中国地方、四国4県、九州地方まで生息はしているが、局地的な分布となり生息数は少ない。
九州に生息している本種はキュウシュウヒメオオクワガタとして別亜種となっている。ヒメオオクワガタの南限は熊本県南部とされているが、鹿児島県北部まで生息の可能性が高い。
また近縁種として中国中部・北部のモンゴルの近くまで生息分布するダビデヒメオオクワガタムシが居る。本種は日本国内の種であり、1883年イギリス人George Lewisにより日光中禅寺湖周辺（栃木県）と蓴采沼（じゅんさいぬま）及び七飯（いずれも北海道渡島半島）の3ケ所で得られた6オス8メスにより新種として発表された。
余談だが、ヒラタクワガタが生息していない北海道では、本種を“エゾヒラタクワガタ”と呼んでいたことがあった。（保育社『日本の甲虫』より）
- ヒメオオクワガタ

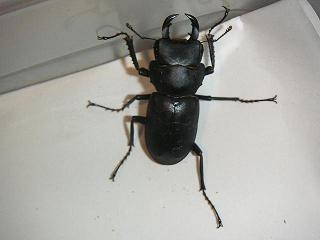
ヒメオオクワガタDorcus montivagus montivagus (Lewis)

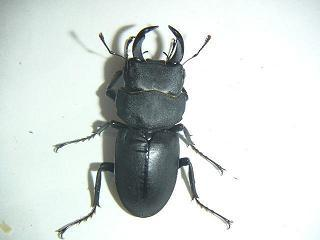
キュウシュウヒメオオクワガタDorcus montivagus adachii (Fujita et Ichikawa)

  - 学名 Dorcus montivagus montivagus (Lewis)
  - 体長 - オス25-58.0mm、メス26-42mm。
  - 体色 - オス、メスともに黒色（弱光沢）。
  - 特徴 - 体の表面には弱い光沢がある。
  - 寿命 - 成虫は1-2年。
  - 分布 - 北海道・本州・四国。

- キュウシュウヒメオオクワガタ
  - 学名 Dorcus montivagus adachii (Fujita et Ichikawa)
  - 体長 - オス32–52mm メス28–38mm。
  - 体色 - オス、メスともに黒色（つや消し）。
  - 特徴 - 頭部・前胸・上翅が短く、幅が広い。光沢を欠きつや消し状。
  - 分布 - 九州。

- 近縁種
- DDCダビデヒメオオクワガタ
  - 学名 Dorcus davidis
  - ギネス -36.4mm。
  - 生息地 -中国中部・北部のモンゴルの近くまで分布。
  - 特色 -他のクワガタのいない乾燥草原の中に点在する疎林のポプラにて採集でき、幼虫もポプラの枯れ木で採れる。万里の長城付近のポプラ並木などで採れる。
  - 特徴 -オスの内歯は尖らない。メスは翅にスジが無く、頭の中央部にコブがある。

## 生態

ヒメオオクワガタが付いているバッコウヤナギ

- 本種は長らく生態が不明な昆虫であった。たまたま路上を歩いていたり倒木上に静止している個体が拾われるのみで、まとまった数が採集されたり採餌行動などが野外観察されたことは無かったのである。ところが、1982年、山登明彦と藤田宏が8月下旬-10月という秋期の日中、おびただしい数の成虫が高山帯のヤナギ類の幼木や若枝を傷つけ樹液を吸う姿を発見し、それにより得られた知見は『月刊むし』1982年11月号にて発表された。個体数の最盛期は9月であること、気温の低い高山帯の秋ゆえ成虫の活動は朝10時〜夕方5時前後であること、樹皮を剥いで樹液を出しているのはおもにメスであること、集まる樹種はヤナギ類の他、ダケカンバ、ウダイカンバ等数種にのぼる、といった事が明らかとなり、本種の珍品度は一気に下落した[1]。
- クワガタムシは一般的に夜行性で昼間は木の洞の中や樹皮の下や下草などに隠れていて夕方から活動をする種類が多いが、本種は昼行性のクワガタムシで、主な活動の時間帯も朝10時頃から夕方4時頃ぐらいまでである。本種は高緯度地域（東北北部から北海道）から高標高（東北南部から九州の1000m以上の高山）に分布しているため、夏でも夜間の気温が低いこともあり夜行性ではなく昼行性の性質が強い。しかし外灯採集や灯火採集でも時折採集されることもあり、全く夜に活動しないというわけでもない。また本種は他のクワガタムシよりも耐寒性が強く、野外活動期間も6月上旬から10月上旬ぐらいまで観測され活動期間の長いクワガタムシである。
- 高標高に生息している関係で他に木々に齧り傷を付けて樹液を出させる昆虫が少ないことから、本種は自身で木々を齧り傷を付けて樹液を吸うという能力があり、特にヤナギ類やカンバ類の木々に齧り傷を付けてそこから染み出る樹液を後食（こうしょく）している。自身で樹液を出す能力を備えていることから、他のクワガタムシが集まる自然発生もしくはカミキリムシやスズメバチなどの他の昆虫によって傷付けられて出た樹液に集まることは極めて少ない。逆に本種が樹木を齧ることで築いた樹液場にミヤマクワガタやスジクワガタなどの他種のクワガタムシが集まることがあり、本種発見時に他種と一緒に観察される例もある。本種が付く木としてはバッコウヤナギ・ヤマネコヤナギ・ダケカンバ・シラカンバ（シラカバ）・ウダイカンバ、タラ・コシアブラ・センノキ・ハリギリ・ヤマザクラ・カツラ・イタヤカエデ・ヤマモミジ・ノリウツギなどがある。ブナやミズナラに付いていた事例もある。なお樹液の出し方は、メスは樹皮をニッパーのような大顎で齧って出し、オスは大顎を鎌のように用いて、枝を傷つけて削りながら出させる。
- 他の多くのクワガタムシと同じく、付いている樹を揺らしたり、衝撃を与えると落ちてくるが、落ちると脚を縮めて動かなくなる擬死行動はあまり採らずに、直ぐに歩行して逃げ出す他のクワガタ属とはやや異なる特徴もある。
- 本種は、標高の高い山に生息していることや生態に不明な点が多いことから、累代飼育が難しく、昆虫店などでも取り扱われるのは比較的稀である。

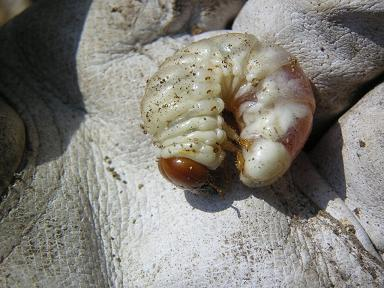
ヒメオオクワガタの幼虫

- 幼虫はブナを主体に、ミズナラ、オニグルミ、イタヤカエデなどの立ち枯れや倒木に生息している。厳冬期においては、フンなどの体内残留物を排出したり体液の組成を凍結しにくいものへと変化させたりすることで氷点下の気温に対応し、立ち枯れや倒木も芯の近くや根の中に坑道を掘り、温度低下のリスクが少なく適度な水分が含まれる中心部付近の硬い部分にまで食い入って冬を越すことが知られている。
- 本種とコクワガタとの雑種も採集されている。

## 代表的な採集方法

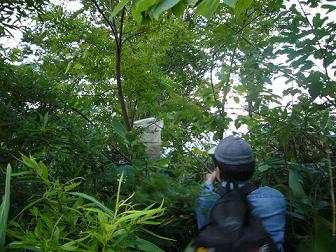
ルッキングによる採集方法

- ルッキング採集 - 6月中旬から10月上旬にかけて行われる成虫の採集方法。
- 灯火採集 - 8月中旬から9月中旬にかけて行われる成虫の採集方法。
- 材割り採集 - 10月中旬から5月中旬に行われる成虫及び幼虫の採集方法。

## 生息分布と都道府県版レッドリスト

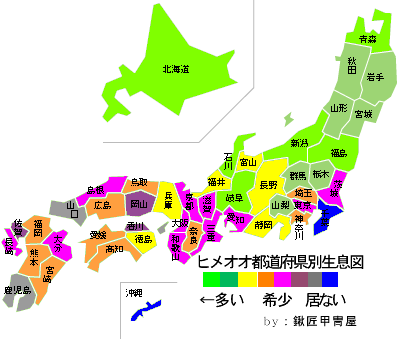
ヒメオオクワガタ都道府県別生息分布図

国際自然保護連合(IUCN)版レッドリストに準拠した形で作られた環境省版レッドリストには本種は指定外(全国的には普通種)であるが、47都道府県において生息記録の無い千葉県と沖縄県を除く45都道府県においては、下記の都道府県にあるレッドリスト（レッドデータブック）によって指定を受けている。また生息確認がなされていない、情報が無い県でレッドリストの対象にもなっていない都道府県も多い。
- 京都府レッドデータブック - 絶滅寸前種指定
- 愛知県・群馬県レッドデータブック - 絶滅危惧1B類指定
- 富山県レッドデータブック - 危急種指定
- 長野県・大阪府・高知県・宮崎県レッドデータブック - 準絶滅危惧NT指定
- 兵庫県レッドデータブック - 準絶滅危惧指定（県Cランク）
- 滋賀県レッドデータブック - 要注目種指定
- 島根県レッドデータブック - 要注意種指定
- 静岡県レッドデータブック - 環境指標種指定
- 三重県レッドデータブック - 絶滅危惧種2種指定